# Gabriela Alemán
María Gabriela Alemán Salvador (Río de Janeiro, 30 de septiembre de 1968) es una escritora ecuatoriana, seleccionada por el Hay Festival en la lista Bogotá39 de 2007 como una de los treinta y nueve escritores latinoamericanos menores de 39 años más importantes.
Sus obras han sido reseñadas en The Paris Review, The New Yorker, Los Angeles Review of Books, The New York Times entre otros. Ha publicado entrevistas y artículos académicos y cinematográficos en las revistas Cultura y Eskeletra de Quito, así como en el Latin American Journal of Cultural Studies, King´s College de Londres, en la revista cultural y política española El Viejo Topo, en el periódico estudiantil de la Universidad de Pittsburg, Osa Mayor, entre otros. Sus trabajos literarios se han traducido a múltiples idiomas, incluido el croata, el chino, el hebreo, el francés, el inglés, el japonés. Ha sido muy honrada por su trabajo con becas y premios literarios.

## Biografía
Nació en Río de Janeiro, el 30 de septiembre de 1968, donde su padre ejercía oficio diplomático. Durante su niñez y juventud, residió con su familia en diversos países, hasta que se instaló definitivamente en Quito.  
Estudió traducción en la Universidad de Cambridge (Reino Unido), realizó una maestría en Literatura 
latinoamericana en la Universidad Andina Simón Bolívar (Ecuador) y obtuvo un doctorado en Cine latinoamericano en la Tulane (Nueva Orleans). Además, recibió una Beca Guggenheim en el campo de estudio de Film, Video and Radio Studies en el año 2006.
Fue jugadora de baloncesto profesional en Suiza y Paraguay y trabajó como mesera, administradora, traductora, guionista de radio, asistente de dirección, editora, correctora de pruebas y periodista. Ha ejercido como catedrática en la Universidad San Francisco de Quito y en Tulane.

### Carrera literaria
Debutó en la literatura tras escribir su primer libro infantil: En el país rosado, publicado en 1994, seguido por Maldito corazón en 1996 y Zoom en 1997.
En 1993 representa a Ecuador en el encuentro de jóvenes escritores Literatura y Compromiso, que contaría con la participación de Jorge Amado, José Saramago, Juan José Arreola, Wole Soyinka, Ana María Matute, entre otros.
En 2003 lanzó su primera novela, Body Time, bajo editorial Planeta. Cultiva también el ensayo y la crónica; ha incursionado en la dramaturgia (La acróbata del hambre), en el cómic (guionista de Puertas adentro, para la Unicef) y en la radio (guion para la serie Salomé Gutiérrez, ex detective privado, transmitida por Onda Verde en Madrid y posteriormente por Radio La Luna de Quito).
En  2010, Alemán  forma  parte  de una antología de  cuento latinoamericano  contemporáneo,  seleccionada por  los  escritores Gustavo  Guerrero y Fernando Iwasaki –y con prólogo de Mario Vargas Llosa–, denominada "Les bonnes nouvelles de l’Amérique Latine  (anthologie de la nouvelle latino-américaine contemporaine)", bajo el sello de la reconocida editorial parisina Gallimard.
Esta antología se suma a otras tantas como Cuento ecuatoriano de finales del siglo XX: antología  crítica  (editado por Raúl  Vallejo, 1999),  Cuentan  las  mujeres: antología  de narradoras ecuatorianas (selección de Cecilia Ansaldo, 2001), Antología básica e historia del cuento ecuatoriano (selección de Eugenia Viteri, 2004), Cuento: antología del siglo XX (compilado por Javier Vásconez y Mercedes Mafla, 2009), Cuento Ecuador-Perú 1998-2008 (compilado  por  Gabriela Falconí  y Carlos Yushimito,  2009),  El  nuevo cuento latinoamericano (selección de Luis Fernando Afanador, 2010), Amor y desamor en la mitad del  mundo: muestra  del  cuento ecuatoriano  contemporáneo  (selección de  Raúl  Vallejo, 7 2013), Utópica penumbra. Antología de literatura fantástica ecuatoriana (compilado por JD Santibáñez, 2014), Ecuador cuenta (selección de Julio Ortega, 2014).
En 2014 ganó el primer lugar del Premio CIESPAL de Crónica, por su artículo 'Los limones del huerto de Elisabeth', y el premio Joaquín Gallegos Lara, por su libro de cuentos 'La muerte silba un blues' en el 2014.
Gabriela fue finalista del Premio Hispanoamericano de Cuento Gabriel García Márquez en el 2015, junto a otros cuatro escritores de Latinoamérica. El premio es considerado como el más importante de narrativa en español y en el concurso participaron un total de 136 libros de cuentos publicados en el 2014, por autores de 19 países.
Escribió su novela Humo, ambientada en Paraguay tras la dictadura de Alfredo Stroessner, con buenas reseñas del rotativo estadounidense The New York Times, en el 2017.
Tras la publicación de Poso Wells, su segunda novela, en edición en inglés (City Lights, 2018), la obra de Alemán ha recibido atención en las principales revistas culturales de Estados Unidos. The Paris Review, The New Yorker, Los Angeles Review of Books han publicado reseñas y entrevistas sobre la novela.
Actualmente vive y trabaja en Ecuador en donde continua su trabajo literario.

## Recepción de su obra
El escritor peruano Fernando Iwasaki la calificó en 2014 como "una de las mejores escritoras contemporáneas de cuentos en lengua española". Samanta Schweblin ha dicho que Poso Wells, su segunda novela, "es inclasificable, como todos los grandes libros". Sus relatos han sido traducido a varios idiomas y aparecido en diversas antologías. 
Alejandro Querejeta Barceló, crítico, investigador y periodista cubano, compara a Gabriela Alemán con el trabajo de Benjamín Carrión y Jorge Carrera Andrade. Considera, la mejor escritora de su generación por la versatilidad al momento de contar historias, resalta y alaba el trabajo de las mujeres en la literatura ecuatoriana tomando como ejemplo a Alemán.

## Poso Wells
Es la primera obra literaria que aparece en inglés dentro de la amplia gama de libros de su autoría. Tiene rasgos feministas, noir y de eco-thriller, rasgos que la ayudan a hacer una crítica expositiva sobre los políticos de la época que según su lectura eran corruptos. De la misma manera critica a las personas dedicadas a la especulación de terrenos.
Según un artículo de Dick Cluster en Publishers Weekly, esta es una obra perteneciente al género de sátira política  la cual incluye encuentros sobrenaturales. Un ejemplo claro de esta aseveración es el comienzo de esta obra, dónde después de las elecciones del 2006, un candidato político y diez de sus seguidores mueren electrocutados de manera misteriosa en el pequeño establecimiento conocido como Poso Wells, dejando al magnate Andrés Vinueza, quien se dedicaba a la adquisición de terrenos. Esta historia toma un giro cuando un grupo de hombres sin ojos raptan a Vinueza de una campaña electoral, por lo cual el periodista de investigación Gonzalo Varas se ve motivado a indagar en estos eventos extraños.

## Obras

### Cuentos
- Maldito corazón (1996)
- Zoom (1997)
- Fuga permanente (2001)
- Álbum de familia (2010)
- La muerte silba un blues (2014)

### Novelas
- Body time (2003)
- Poso Wells (2007)[23]
- Humo (2017)

### Otros
- En el país rosado (1994), literatura infantil
- La acróbata del hambre (1997), teatro
- Cine en construcción: largometrajes ecuatorianos de ficción 1924-2004 (2004), ensayo

## Premios y reconocimientos
- Seleccionada por Bogotá39 como uno de los narradores menores de 39 años más importantes de América Latina, 2007[1]
- Premio Ensayo 2004 de la Fundación del Nuevo Cine Latinoamericano[24][7]
- Beca Guggenheim (2006)
- Premio CIESPAL de Crónica 2014 por «Los limones del huerto de Elisabeth» (Centro Internacional de Estudios Superiores de Comunicación para América Latina, CIESPAL)
- Premio Joaquín Gallegos Lara 2014 por La muerte silba un blues[25]
- Finalista Premio Hispanoamericano de Cuento Gabriel García Márquez, 2015 con La muerte silba un blues[26]
- Premio Joaquín Gallegos Lara 2017 por Humo